# Rozier-en-Donzy
Rozier-en-Donzy é uma comuna francesa na região administrativa de Auvérnia-Ródano-Alpes, no departamento de Loire. Estende-se por uma área de 9,51 km². Em 2010 a comuna tinha 1 474 habitantes (densidade: 155 hab./km²).